# Liste des circonscriptions catholiques françaises au XIXe siècle

Cet article liste les circonscriptions catholiques françaises au XIXe siècle.

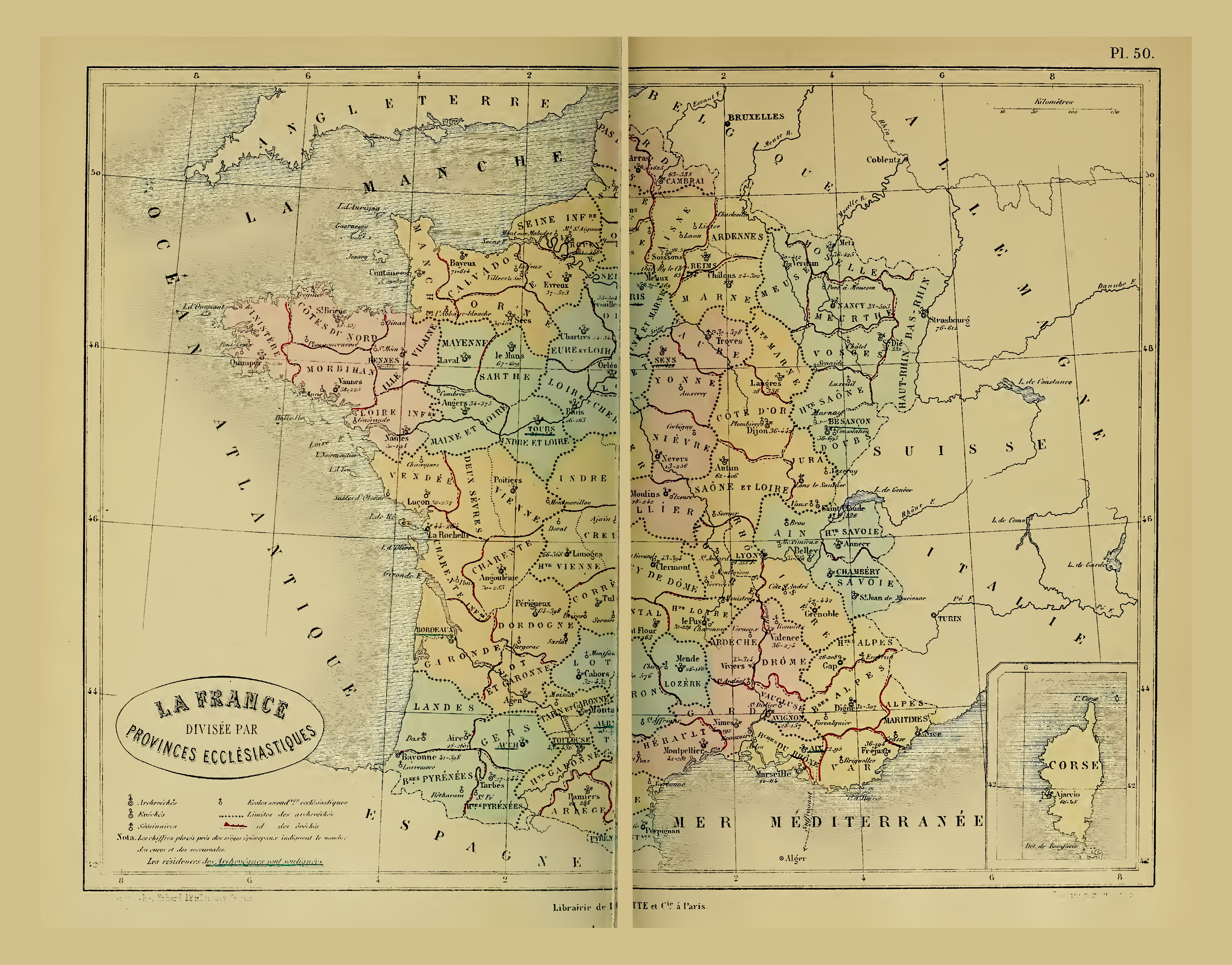
La France divisée en provinces ecclésiastiques au XIX

| Archevêché           | Évêché                         | Création     | Rayon d'action                                                    |
| -------------------- | ------------------------------ | ------------ | ----------------------------------------------------------------- |
| Aix, Arles et Embrun | Aix                            | Ier siècle   | Bouches-du-Rhône (sauf l'arrondissement de Marseille)             |
| Aix, Arles et Embrun | Ajaccio                        | VIe siècle   | Corse                                                             |
| Aix, Arles et Embrun | Digne                          | IVe siècle   | Basses-Alpes                                                      |
| Aix, Arles et Embrun | Fréjus et Toulon               | IVe siècle   | Var ancien (incluant l'arrondissement de Grasse (Alpes-Maritimes) |
| Aix, Arles et Embrun | Gap                            | Ier siècle   | Hautes-Alpes                                                      |
| Aix, Arles et Embrun | Marseille                      | Ier siècle   | Bouches-du-Rhône (seulement arrondissement de Marseille)          |
| Aix, Arles et Embrun | Nice                           | non connue   | Alpes-Maritimes (sauf l'arrondissement de Grasse)                 |
| Albi                 | Albi                           | IIIe siècle  | Tarn                                                              |
| Albi                 | Cahors                         | IIIe siècle  | Lot                                                               |
| Albi                 | Mende                          | Ier siècle   | Lozère                                                            |
| Albi                 | Perpignan                      | VIe siècle   | Pyrénées-Orientales                                               |
| Albi                 | Rodez                          | Ve siècle    | Aveyron                                                           |
| Alger                | Alger                          | IIe siècle   | Alger                                                             |
| Alger                | Constantine                    | IVe siècle   | Constantine                                                       |
| Alger                | Oran                           | 1866         | Oran                                                              |
| Auch                 | Auch                           | IIIe siècle  | Gers                                                              |
| Auch                 | Aire                           | Ve siècle    | Landes                                                            |
| Auch                 | Bayonne                        | IVe siècle   | Basses-Pyrénées                                                   |
| Auch                 | Tarbes                         | IVe siècle   | Hautes-Pyrénées                                                   |
| Avignon              | Avignon                        | 1475         | Vaucluse                                                          |
| Avignon              | Montpellier                    | Ve siècle    | Hérault                                                           |
| Avignon              | Nîmes                          | IVe siècle   | Gard                                                              |
| Avignon              | Valence                        | IVe siècle   | Drôme                                                             |
| Avignon              | Viviers                        | IIIe siècle  | Ardèche                                                           |
| Besançon             | Besançon                       | IIe siècle   | Doubs, Haute-Saône et, à partir de 1871, Territoire de Belfort    |
| Besançon             | Belley                         | Ve siècle    | Ain                                                               |
| Besançon             | Nancy et Toul                  | 1777         | Meurthe-et-Moselle (à partir de 1871)                             |
| Besançon             | Saint-Dié                      | 1777         | Vosges                                                            |
| Besançon             | Verdun                         | IVe siècle   | Meuse                                                             |
| Bordeaux             | Bordeaux                       | IIIe siècle  | Gironde                                                           |
| Bordeaux             | Agen                           | IIIe siècle  | Lot-et-Garonne                                                    |
| Bordeaux             | Angoulême                      | IIe siècle   | Charente                                                          |
| Bordeaux             | Basse-Terre                    | 1850         | Guadeloupe                                                        |
| Bordeaux             | Luçon                          | 1317         | Vendée                                                            |
| Bordeaux             | Périgueux                      | IIIe siècle  | Dordogne                                                          |
| Bordeaux             | Poitiers                       | IIe siècle   | Vienne et Deux-Sèvres                                             |
| Bordeaux             | La Rochelle et Saintes         | XVIIe siècle | Charente-Inférieure                                               |
| Bordeaux             | Saint-Denis                    | 1850         | Réunion                                                           |
| Bordeaux             | Saint-Pierre et Fort-de-France | 1850         | Martinique                                                        |
| Bourges              | Bourges                        | Ier siècle   | Cher et Indre                                                     |
| Bourges              | Clermont                       | IIIe siècle  | Puy-de-Dôme                                                       |
| Bourges              | Limoges                        | Ier siècle   | Haute-Vienne et Creuse                                            |
| Bourges              | Le Puy                         | Ier siècle   | Haute-Loire                                                       |
| Bourges              | Saint-Flour                    | 1317         | Cantal                                                            |
| Bourges              | Tulle                          | 1317         | Corrèze                                                           |
| Cambrai              | Cambrai                        | IIe siècle   | Nord                                                              |
| Cambrai              | Arras                          | IVe siècle   | Pas-de-Calais                                                     |
| Chambéry             | Chambéry                       | 1779         | Savoie (pour partie)                                              |
| Chambéry             | Annecy                         | IIe siècle   | Haute-Savoie                                                      |
| Chambéry             | Saint-Jean-de-Maurienne        | VIe siècle   | Savoie (pour partie)                                              |
| Chambéry             | Tarentaise                     | non connue   | Savoie (pour partie)                                              |
| Lyon et Vienne       | Lyon                           | IIe siècle   | Rhône et Loire                                                    |
| Lyon et Vienne       | Autun                          | IIe siècle   | Saône-et-Loire                                                    |
| Lyon et Vienne       | Dijon                          | IIe siècle   | Côte-d'Or                                                         |
| Lyon et Vienne       | Grenoble                       | IVe siècle   | Isère                                                             |
| Lyon et Vienne       | Langres                        | IIIe siècle  | Haute-Marne                                                       |
| Lyon et Vienne       | Saint-Claude                   | 1742         | Jura                                                              |
| Paris                | Paris                          | IIIe siècle  | Seine                                                             |
| Paris                | Blois                          | 1692         | Loir-et-Cher                                                      |
| Paris                | Chartres                       | IIIe siècle  | Eure-et-Loir                                                      |
| Paris                | Meaux                          | IIIe siècle  | Seine-et-Marne                                                    |
| Paris                | Orléans                        | IIIe siècle  | Loiret                                                            |
| Paris                | Versailles                     | 1801         | Seine-et-Oise                                                     |
| Reims                | Reims                          | Ier siècle   | Marne (limité à l'arrondissement de Reims) et Ardennes            |
| Reims                | Amiens                         | IIIe siècle  | Somme                                                             |
| Reims                | Beauvais                       | Ier siècle   | Oise                                                              |
| Reims                | Châlons-sur-Marne              | Ier siècle   | Marne (sauf l'arrondissement de Reims)                            |
| Reims                | Soissons et Laon               | Ier siècle   | Aisne                                                             |
| Rennes               | Rennes                         | IIIe siècle  | Ille-et-Vilaine                                                   |
| Rennes               | Quimper et Léon                | Ve siècle    | Finistère                                                         |
| Rennes               | Saint-Brieuc et Tréguier       | Ve siècle    | Côtes-du-Nord                                                     |
| Rennes               | Vannes                         | Ve siècle    | Morbihan                                                          |
| Rouen                | Rouen                          | IIe siècle   | Seine-Inférieure                                                  |
| Rouen                | Bayeux et Lisieux              | IIe siècle   | Calvados                                                          |
| Rouen                | Coutances                      | Ve siècle    | Manche                                                            |
| Rouen                | Évreux                         | IIIe siècle  | Eure                                                              |
| Rouen                | Séez                           | Ier siècle   | Orne                                                              |
| Sens et Auxerre      | Sens                           | Ier siècle   | Yonne                                                             |
| Sens et Auxerre      | Moulins                        | 1823         | Allier                                                            |
| Sens et Auxerre      | Nevers                         | IVe siècle   | Nièvre                                                            |
| Sens et Auxerre      | Troyes                         | IVe siècle   | Aube                                                              |
| Toulouse et Narbonne | Toulouse                       | Ier siècle   | Haute-Garonne                                                     |
| Toulouse et Narbonne | Carcassonne                    | VIe siècle   | Aude                                                              |
| Toulouse et Narbonne | Montauban                      | 1317         | Tarn-et-Garonne                                                   |
| Toulouse et Narbonne | Pamiers                        | 1295         | Ariège                                                            |
| Tours                | Tours                          | IIIe siècle  | Indre-et-Loire                                                    |
| Tours                | Angers                         | Ier siècle   | Maine-et-Loire                                                    |
| Tours                | Laval                          | 1855         | Mayenne                                                           |
| Tours                | Le Mans                        | IVe siècle   | Sarthe                                                            |
| Tours                | Nantes                         | Ier siècle   | Loire-Inférieure                                                  |